# 电解质
電解質是指經由離子移動來導電的物質，和其他物質透過電子移動來導電的特性不同。電解質包括大部份可溶性盐、酸和鹼，這些物質的溶液可以導電。這些物質在溶解時產生陰離子和陽離子，均勻的分佈在溶液中。有些氣體，例如氯化氫，在高溫或低壓的條件下也可以作為電解質。也存在固態電解質，也就是在固態就可以用離子傳導電流的物質。不過在醫學上（以及大多數的化學領域中），「電解質」仍然是指溶於溶劑會產生離子導電的物質。

## 历史

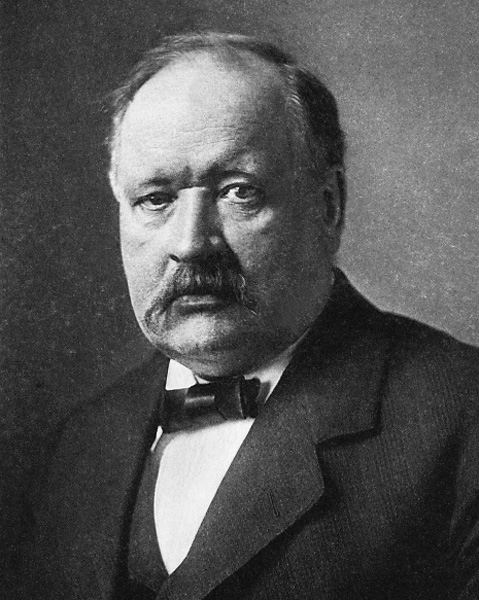
斯凡特·奥古斯特·阿伦尼乌斯

自1881年起，斯凡特·奥古斯特·阿伦尼乌斯开始在埃里克·艾德隆德的指导下进行电解质的相关研究。1884年，他向乌普萨拉大学提交了一篇长约150页的博士毕业论文，首次提出了“固体结晶盐在溶解时会分解成成对的带电粒子”这一观点，并通过离子的概念解释了电解质溶液的导电机理。他因此获得了1903年的诺贝尔化学奖。
根据阿伦尼乌斯的观点，盐在形成溶液时会分解成一种带电粒子，这种粒子在很多年前便被麥可·法拉第命名为“离子”（ion）。麥可·法拉第认为离子是在电解时产生的，但阿伦尼乌斯认为即使在没有电流的情况下盐溶液也含有离子，所以溶液中的化学反应便是离子之间的反应。

## 形成

电解池通过普通盐溶液产生氯气和氢氧化钠

当酸，鹼，盐被置于溶剂中时往往会形成电解质溶液，在溶劑化时水和各个组分便会由于溶剂和溶质分子之间的热力学相互作用而离解。举个例子，根据离解反应，当氯化钠（NaCl）置于水中时，固态盐会溶解成其成分中的离子：
NaCl(s) → Na+(aq) + Cl−(aq)
物质还可能与水反应并产生离子。例如，二氧化碳气体在水中溶解后会得到含有水合氢离子、碳酸根离子和碳酸氢根离子的溶液。
熔融盐也可以变为电解质。例如，氯化钠熔融时，液体导电。尤其是离子液体，它是一种熔点低于100℃的低温熔融盐、高导电性的非水电解质，也正因此，它得以在各种电池中被越来越广泛的利用。

## 应用

### 生理学
在生理学中，电解质的主要离子有钠（Na+）、钾（K+）、钙（Ca2+）、镁（Mg2+）、氯化物（Cl−）、磷酸（HPO42−）和碳酸氢盐 （HCO3−）。电荷符号正（+）和负（ - ） 表明物质其实是具有离子性的，其电子的分布也并不平衡，而这正是化学离解的结果。钠离子是细胞外液的主要电解质，约占外液陽離子总量的92%；钾离子是细胞内液的主要电解质，约占內液陽離子总量的98%。两者都是人体中最为重要的电解质，涉及到了體液平衡和血压控制。肌肉组织和神经元都被认作是人体中的电组织。
当患者长期呕吐或腹泻时需要补充电解质。电解质的监测在厌食或食欲过盛的治疗中也是非常重要的。

### 电化学
当电极置于电解质中并有电压被施加时，电解质将导电。单个电子通常不能通过电解质。在阴极处发生的化学反应会向电解质提供电子；而另一个反应在阳极发生，会消耗电解质中的电子。结果，阴极周围的电解质中产生了负电荷云，而阳极周围则形成了正电荷。电解质中的离子会中和这些电荷，从而使电子保持流动、反应继续进行。
例如在普通食盐（氯化钠，NaCl）的水溶液中，阴极反应将是：
{\displaystyle {\ce {2H2O + 2e- -> 2OH- + H2}}}
氢气将会以气泡的形式浮上来，其阳极反应为：
{\displaystyle {\ce {2NaCl -> 2Na+ + Cl2 + 2e-}}}
氯气也会在反应中生成。带正电的钠离子Na +将向阴极反应，中和OH - 的负电荷；带负电的氢氧根离子OH-将朝向阳极反应，中和Na +的正电荷。

### 金属制品
在电池中，两种电子亲和力不同的材料可被用作电极；电子从电池外部的一个电极流向另一个电极，而在电池的内部，电路由于电解质的离子而关闭。这实际上是化学能转换成电能的过程。在一些燃料电池中，固体电解质或质子导体会与導電板连接，此时的氢气和氧气燃料气体也会处于分离状态。在电镀槽中设置好电极并加入电解质的溶液后将会发生电解，这在电镀、电铸、电切削、电浸蚀等领域得以广泛应用。

## 電離度
電解質在溶解之後，实际被电离的物质的摩尔比称为电离度(degree of electrolytic dissociation)。 通常用符号α表示。
电离度接近于1的物质被称为強電解質；而电离度低的物质则被称为弱電解質。

## 分类

### 强电解质
强电解质指的能完全或基本完全解离成为离子的化合物。通常包含三类物质：
1. 强酸[20]：如硫酸、硝酸等
2. 强碱[20]：如氢氧化钡[19]、氢氧化钠、氢氧化钾
3. 大多数盐：如氯化鈉[19]、氯化钾[21]

注：是否是强电解质与溶解性无关。如硫酸鈣、氫氧化鎂和氯化银，虽为难溶物，但其溶于水的部分会完全解离，所以将其划分为强电解质。

### 弱电解质

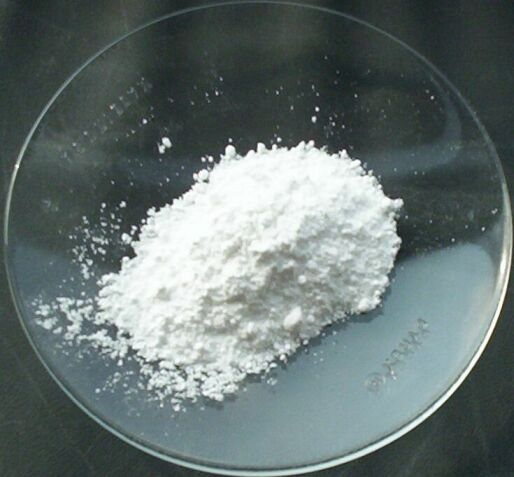
硅酸便是一种弱酸

弱电解质指的是能部分解离成为离子的化合物。通常包含四类物质：
1. 弱酸：如硅酸
2. 弱碱：如一水合氨、氢氧化铜。但氢氧化镁为强电解质
3. 極少數鹽：如醋酸鉛[22][23]、氯化亞汞[2]、氯化汞[2][24]
4. 水[25]

注：水属于极弱电解质。